# El Vergel, Santa María Chilchotla
El Vergel är en ort i Mexiko.   Den ligger i kommunen Santa María Chilchotla och delstaten Oaxaca, i den sydöstra delen av landet, 280 km sydost om huvudstaden Mexico City. El Vergel ligger 937 meter över havet och antalet invånare är 115.
Terrängen runt El Vergel är bergig västerut, men österut är den kuperad. Runt El Vergel är det ganska tätbefolkat, med 120 invånare per kvadratkilometer. Närmaste större samhälle är Huautla de Jiménez, 13,2 km söder om El Vergel. I omgivningarna runt El Vergel växer i huvudsak städsegrön lövskog.